# Ivo Canelas
Ivo Canelas (* 23. Dezember 1973 in Lissabon) ist ein portugiesischer Schauspieler.

## Leben
Geboren am 23. Dezember 1973 in Lissabon, ging er im Alter von drei Jahren mit seinen Eltern nach Texas, wo sie ihre Doktorarbeiten schrieben. Nach etwa einem halben Jahr kam er aus gesundheitlichen Gründen zurück nach Portugal, wo er bei seinen Großeltern lebte, bis seine Eltern nach einem Jahr ebenfalls zurückkehrten. Nach seiner Schulzeit ging er als Stipendiat der Gulbenkian-Stiftung an das Lee Strasberg Theatre and Film Institute, nach New York, wo er vier Jahre lebte. Zurück in Lissabon, spielte er zunächst Theater, u. a. 1999 in Jorge Silva Melos Inszenierung von Bertolt Brechts A Queda do Egoísta Johan Fatzer (orig.: Untergang des Egoisten Johann Fatzer). Auch in Inszenierungen von Solveig Nordlund, Diogo Dória, José Wallenstein u. a. stand er auf der Theaterbühne. In den 1990er Jahren begann Canelas, in Fernsehserien mitzuspielen. Insbesondere mit der Serie O Fura-Vidas (dt. etwa: „Der Lebensplanungen-Zerstörer“) wurde er einem breiten Fernsehpublikum bekannt.
Nachdem er 1994 mit einer Nebenrolle in Patrice Chéreaus Film Die Bartholomäusnacht mitwirkte, begann Canelas, auch als Filmschauspieler zu arbeiten, und trat insbesondere seit 2000 verstärkt in Spielfilmproduktionen des portugiesischen Films und des Fernsehens auf.
Canelas gewann verschiedene Filmpreise, darunter den Globo de Ouro 2009 (für Arte de Roubar, von Leonel Vieira), nachdem er bereits 2008 für den Preis nominiert war, für Call Girl von António-Pedro Vasconcelos, und für O Mistério da Estrada de Sintra von Jorge Paixão da Costa. 2010 wurde Canelas auf dem Filmfestival des portugiesischen Films, dem Caminhos do Cinema Português in Coimbra, als bester Schauspieler ausgezeichnet, für seine Rolle in Desavergonhadamente Real (dt.: Schamlos real, Regie: Artur Serra Araújo). Im Jahr 2009 wurde er beim Fernsehfestival von Monaco für seine Rolle in der Fernsehserie Liberdade 21 nominiert. 2012 wurde er auch als Theaterschauspieler mit einem Globo de Ouro ausgezeichnet.
Ivo Canelas gilt in Portugal heute als einer der wichtigsten Schauspieler seiner Generation, der sowohl in internationalen Produktionen mit portugiesischer Beteiligung als Schauspieler wirkt, als auch mit Hauptrollen in erfolgreichen Filmen des portugiesischen Kinos bekannt wurde, etwa 2012 in Vicente Alves do Ós Erfolgsfilm Florbela, in dem Canelas den Bruder von Florbela Espanca spielt. In der Folge wurde er in Portugal inzwischen ein prominenter Schauspieler, der die Aufmerksamkeit auch der Boulevardpresse auf sich zieht.

## Filmografie

### Film
- 1994: Die Bartholomäusnacht (nicht im Abspann); R: Patrice Chéreau
- 1996: O Dia do Músico (Kurzfilm); R: Edgar Pêra, Nuno Barradas
- 1997: Menos Nove (Kurzfilm); R: Rita Nunes
- 1998: É Só Um Minuto... (Kurzfilm); R: Pedro Caldas
- 1998: Zona J; R: Leonel Vieira
- 1999: O Que Foi? (Kurzfilm); R: Ivo Ferreira
- 1999: A Hora da Liberdade (TV-Mehrteiler); R: Joana Pontes
- 1999: Fuga (Fernsehfilm); R: Luís Filipe Costa
- 2000: A Dupla Viagem (Kurzfilm); R: Teresa Garcia
- 2000: Olhó Passarinho (Kurzfilm); R: José Sacramento
- 2000: Monsanto (Fernsehfilm); R: Ruy Guerra
- 2002: António, Um Rapaz de Lisboa; R: Jorge Silva Melo
- 2002: O Princípio da Incerteza; R: Manoel de Oliveira
- 2004: Orfeu (Kurzfilm); R: Luís Alves, Armanda Claro
- 2005: Um Tiro no Escuro; R: Leonel Vieira
- 2005: Alice; R: Marco Martins
- 2006: 20,13; R: Joaquim Leitão
- 2007: O Mistério da Estrada de Sintra; R: Jorge Paixão da Costa
- 2007: The Lovebirds; R: Bruno de Almeida
- 2007: Call Girl; R: António-Pedro Vasconcelos
- 2008: Do Outro Lado do Mundo; R: Leandro Ferreira
- 2008: Arte de Roubar; R: Leonel Vieira
- 2009: Desavergonhadamente Real; R: Artur Serra Araújo
- 2009: O Último Condenado à Morte; R: Francisco Manso
- 2009: Budapest; R: Walter Carvalho
- 2009: Histórias de Alice; R: Oswaldo Caldeira
- 2010: Respiro; R: Sérgio Graciano
- 2010: A Bela e o Paparazzo; R: António-Pedro Vasconcelos
- 2010: O Dez (Fernsehfilm); R: Leandro Ferrão, Paolo Marinou-Blanco, João Nunes, Pedro Varela
- 2010: O Segredo de Miguel Zuzarte (Fernsehfilm); R: Henrique Oliveira
- 2010: Shoot Me (Kurzfilm); R: André Badalo
- 2010: A Cova (Kurzfilm); R: Luís Alves
- 2011: Broken Clouds (Kurzfilm); R: Yuri Alves
- 2011: Quinze Pontos na Alma; R: Vicente Alves do Ó
- 2012: Florbela; R: Vicente Alves do Ó
- 2012: Assim Assim; R: Sérgio Graciano
- 2012: A Montanha; R: Vicente Ferraz
- 2013: Outro Sangue; R: Pedro Varela
- 2015: Oro y Polvo; R: Felix Limardo
- 2016: Gel; R: Gonçalo Galvão Teles, Luís Galvão Teles
- 2016: Refrigerantes e Canções de Amor, R: Luís Galvão Teles
- 2016: Zeus, R: Paulo Filipe Monteiro
- 2017: Emerald City – Die dunkle Welt von Oz (Fernsehserie, Folge Beautiful Wickedness)
- 2017: Into the Badlands (Fernsehserie, Folge Chapter X: Palm of the Iron Fox )
- 2017: Filha da Lei (Fernsehserie, 20 Folgen)
- 2017: Ao Telefone com Deus (Kurzfilm); R: Vera Casaca
- 2018: Soldado Milhões; R: Gonçalo Galvão Teles, Jorge Paixão da Costa (auch Fernseh-Miniserie)
- 2019: Narco Soldiers; R: Felix Limardo
- 2019: Sul (Fernsehserie, neun Folgen)
- 2020: O Mundo Não Acaba Assim (Fernsehserie)
- 2020: Histórias à Solta (Fernsehserie)
- 2021: Glória (Fernsehserie, zwei Folgen)
- 2022: Causa Própria (Fernsehserie, sieben Folgen)
- 2022: Um Caroço de Abacate (Kurzfilm); R: Ary Zara

### Fernsehserien
- 1997/1998: Riscos
- 1998: Médico de Família (3 Folgen)
- 1998/1999: Diário de Maria
- 1998/1999: Portugalmente
- 1999: Débora (1 Folge)
- 1999–2001: O Fura-Vidas (39 Folgen)
- 2003/2004: Olá Pai
- 2006: Jura (1 Folge)
- 2008–2011: Liberdade 21 (26 Folgen)
- 2009:Conexão (2 Folgen)
- 2010–2012: Living in Your Car (21 Folgen)
- 2011: Tempo Final (1 Folge)
- 2012: Perdidamente Florbela (3 Folgen)
- 2013/2014: Os Filhos do Rock
- 2017: Emerald City – Die dunkle Welt von Oz (1 Folge)
- 2017: Into the Badlands (1 Folge)
- 2017: Filha da Lei  (20 Folgen)
- 2018: Soldado Milhões (Miniserie, 3 Folgen)